# Lực lượng Vũ trang Ấn Độ
Lực lượng Vũ trang Ấn Độ (Hindi (in IAST): Bhāratīya Saśastra Sēnāēṃ) là lực lượng quân sự đáp ứng cho nhiệm vụ bảo vệ quốc phòng và an ninh trên lãnh thổ Ấn Độ. Tổng thống của Ấn Độ là lãnh đạo tối cao (tổng tư lệnh) của các lực lượng vũ trang. Lực lượng Vũ trang Ấn Độ, gồm Lục quân Ấn Độ, Hải quân Ấn Độ và Không quân Ấn Độ, được đặt dưới sự chỉ huy, điều hành trực tiếp của Bộ Quốc phòng. Lực lượng phục vụ, hỗ trợ gồm có Lực lượng Biên phòng Ấn Độ, Lực lượng Bán vũ trang Ấn Độ và Bộ chỉ huy các Lực lượng Chiến lược.
Tất cả các quân nhân phục vụ trong quân đội của Ấn Độ là những người tình nguyện, mặc dù chính phủ được quyền thực thi chế độ tòng quân bắt buộc khi thấy cần thiết cho việc bảo vệ Ấn Độ. Tuy nhiên, Ấn Độ chưa bao giờ thực thi chế độ tòng quân cưỡng bức, ngay cả trong các cuộc chiến tranh lớn trước đây. Lực lượng Vũ trang của Ấn Độ vẫn duy trì hầu hết cách thức tổ chức trong quân đội đã đước thiết lập bởi quân Anh, song lực lượng vũ trang đã thể hiện được vai trò chiến lược, quan trọng của Ấn Độ, có năng lực và sức mạnh ngày càng tăng sau khi Ấn Độ trở thành quốc gia sở hữu vũ khí hạt nhân công khai, hợp pháp.

## Lịch sử
Mặc dù Ấn Độ có lịch sử quân sự lâu đời, tuy nhiên lực lượng vũ trang hiện đại đã được xây dựng trong thế kỷ 19 thời kỳ Anh đang cai trị Ấn Độ. Lục quân Ấn Độ, là lực lượng vũ trang đã được biết đến và tham gia chiến đấu ở cả hai cuộc Đại chiến thế giới. Trong Chiến tranh thế giới thứ hai, quân của Ấn Độ đã đóng vai trò chính trong việc cản trở, hạn chế sự phát triển của Đế quốc Nhật và cũng tham gia chiến đấu trong một số trận trên mặt trận theo trục bắc Phi và Ý.
Lực lượng vũ trang Ấn Độ đã có nhiều thành công trong quân đội Anh - Ấn, sau đó là việc giành lập cho Ấn Độ năm 1947. Lực lượng vũ trang Ấn Độ đã tham gia chiến đấu trong cả ba cuộc chiến tranh chống lại Pakistan và cuộc chiến tranh chống lại Trung Quốc. Lực lượng vũ trang Ấn Độ cũng tham gia vào các hoạt động gìn giữ hòa bình của Liên Hợp Quốc và hiện nay đứng thứ 2 trong các nước có quân tham gia lực lượng gìn giữ hòa bình. Lực lượng vũ trang Ấn Độ có số quân đông thứ 3 trên thế giới.

## Tổ chức và cấu trúc
Tổng thống Ấn Độ là Tổng tư lệnh tối cao của các lực lượng vũ trang Ấn Độ về mặt danh nghĩa. Trên thực tế, quyền kiểm soát quân đội nằm dưới sự chỉ đạo của Thủ tướng, mà Bộ Quốc phòng là cơ quan điều hành. Cơ quan giúp việc trong công tác lãnh đạo chỉ huy quân đội là Ủy ban Tham mưu trưởng, mà thành viên là các Tham mưu trưởng các quân chủng Hải Lục Không quân. Đứng đầu ủy ban là Tổng tham mưu trưởng.
Lực lượng Vũ trang Ấn Độ được phân thành các nhánh quân chủng, gồm Lục quân Ấn Độ, Hải quân Ấn Độ và Không quân Ấn Độ, thuộc Bộ Quốc phòng. Bên cạnh đó còn có Lực lượng Bán vũ trang Ấn Độ, Lực lượng Cảnh sát Trung ương Ấn Độ, thuộc Bộ Nội vụ. Riêng Lực lượng Hạt nhân Chiến lược Ấn Độ được đặt dưới quyền lãnh đạo trực tiếp của Thủ tướng.
Tổng hành dinh của Lực lượng vũ trang Ấn Độ đặt tại thủ đô New Delhi. Các đại đơn vị đều được phân chia theo địa bàn tác chiến hoặc lĩnh vực chuyên trách riêng biệt. Lục quân được chia thành 7 bộ tư lệnh tác chiến quân khu, mỗi bộ tư lệnh đặt dưới quyền tư lệnh của một Trung tướng Lục quân (Lieutenant General). Không quân chia thành 5 bộ tư lệnh tác chiến và 2 bộ tư lệnh chuyên trách, và cũng được đặt dưới quyền tư lệnh của các Trung tướng Không quân (Air Marshal).. Hải quân được chia thành 3 bộ tư lệnh, đặt dưới quyền các Phó đô đốc (Vice Admiral). Chỉ riêng Bộ tư lệnh Hạt nhân Chiến lược (Strategic Forces Command) và Bộ tư lệnh Hỗn hợp (Andaman and Nicobar Command), chức vụ tư lệnh có thể bổ nhiệm nhân sự thuộc bất kỳ nhánh quân chủng nào.

### Lục quân Ấn Độ

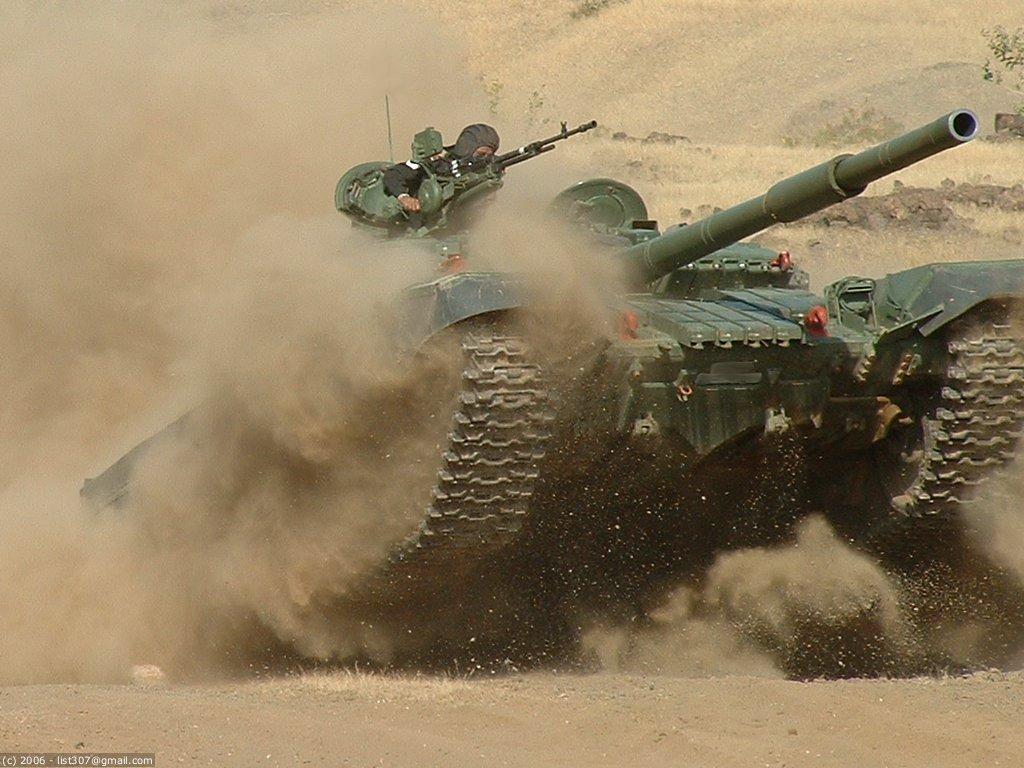
Xe tăng Ajeya hiện đại trong một cuộc tập luyện.

| Thống kê về Lục quân Ấn Độ |                               |
| Số người                   | 1.300.000                     |
| Pháo binh                  | 31.500                        |
| Xe tăng chiến đấu          | 7580                          |
| Máy bay                    | 52 phi đội máy bay trực thăng |
| Tên lửa đất đối không      | 90.000                        |

Trung đoàn Punjab
Trung đoàn Madras
Trung đoàn Rajput
Trung đoàn Jat
Trung đoàn Sikh
Trung đoàn Dogra
Trung đoàn Kumaon
Trung đoàn Assam
Trung đoàn Bihar
Trung đoàn Mahar
Trung đoàn Naga

### Hải quân Ấn Độ
Hải quân Ấn Độ được tổ chức thành các bộ chỉ huy chính và một bộ chỉ huy kết hợp.
- Bộ chỉ huy Hải quân phía Đông tại Visakhapatnam
- Bộ chỉ huy Hải quân phía Tây tại Mumbai
- Bộ chỉ huy Hải quân phía Nam tại Kochi
- Bộ chỉ huy kết hợp (Andaman & Nicobar) tại Port Blair

Tàu sân bay INS Viraat.

Hải quân Ấn Độ, đứng thứ 4 trên thế giới về số nhân lực. Hải quân Ấn Độ có khả năng hoạt động ở vùng nước sâu. Nó tương đối phát triển về mặt kỹ thuật và đã có tàu sân bay. Một vài chiếc tàu sân bay đã được đặt hàng và sẽ tham gia vào lực lượng Hải quân.

### Không quân Ấn Độ
Không quân Ấn Độ là lực lượng không quân đứng thứ 4 trên thế giới . Trong lịch sử, họ dựa vào kỹ thuật của Liên Xô để phát triển. Gần đây, Ấn Độ đã bắt đầu thiết kế các máy bay riêng, bao gồm các HAL Tejas, là những máy bay chiến đấu thế hệ thứ tư. Đã có các báo cáo, Nga và Ấn Độ đang lên kế hoạch thiết kế máy bay thế hệ thứ 5. Ấn Độ cũng phát triển UAV (máy bay không người lái) tên gọi Nishant và các máy bay trực thăng hạng nhẹ phát triển. Thời gian quan, nó cũng hoàn thành việc kiểm tra tầm bắn của tên lửa không đối không Astra...

## Sức mạnh hạt nhân của Ấn Độ

Tên lửa đạn đạo tầm trung Agni-III.

Quân đội Ấn Độ đã sở hữu một số loại vũ khí hạt nhân và chủ yếu được mang bởi các tên lửa và các máy bay chiến đấu. Tuy nhiên, Ấn Độ có một chính sách không sử dụng vũ khí hạt nhân trước.